# Агнес фон Хесен-Касел
Вижте пояснителната страница за други личности с името Агнес фон Хесен.
Агнес фон Хесен-Касел (на немски: Agnes von Hessen-Kassel; * 14 май 1606 в Касел; † 28 май 1650 в Десау) е принцеса от ландграфство Хесен-Касел и чрез женитба княгиня на Анхалт-Десау.
Агнес е дъщеря на ландграф Мориц фон Хесен-Касел (1572 – 1632) и първата му съпруга Юлиана фон Насау-Диленбург (1587 – 1643), дъщеря на граф Йохан VII фон Насау-Зиген (1561 – 1623) и Магдалена фон Валдек (1558 – 1599). Тя говори шест езика, композира музика и е добра математичка.
На 18 май 1623 г. тя се омъжва в Десау за княз Йохан Казимир фон Анхалт-Десау (1596 – 1660) от род Аскани, син на княз Йохан Георг I фон Анхалт-Десау (1567 – 1618) и втората му съпруга Доротея фон Пфалц-Зимерн (1581 – 1631).
Агнес фон Хесен-Касел умира на 28 май 1650 г. в Десау и е погребана в дворцовата църква в Десау.

## Деца
Агнес фон Хесен-Касел има от брака си с княз Йохан Казимир фон Анхалт-Десау (1596 – 1660) децата:
- Мориц (1624 – 1624)
- Доротея (1625 – 1626)
- Юлиана (1626 – 1652)
- Йохан Георг II (1627 – 1693), княз на Анхалт-Десау

∞ 1659 за принцеса Хенриета Катарина фон Насау-Орания (1637 – 1708), дъщеря на Фредерик Хендрик Орански
- Луиза (1631 – 1680)

∞ 1648 за херцог Кристиан фон Лигница-Бриг (1618 – 1672)
- Агнес (1644 – 1644)